# Фольге Скуг

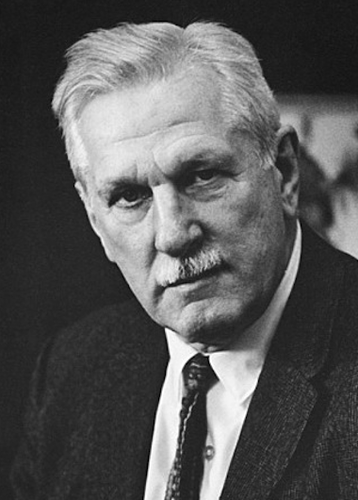
Фольке Карл Скуг (15.07.1908-15.02.2001)

Фольке Карл Скуг (15 липня 1908 - 15 лютого 2001) — відомий фізіолог рослин, який відкрив великий новий клас рослинних гормонів, цитокінінів, помер у Медісоні, штат Вісконсін, США, 15 лютого у віці 92 років. Протягом кількох років він відчував погіршення здоров'я.  

## Біографія
Фольке народився 15 липня 1908 року в Халланді, Швеція. Відвідуючи Каліфорнію в 1925 році як старшокласник, він вирішив залишитися в Сполучених Штатах; через десять років він став справжнім громадянином.
У 1932 році він отримав ступінь бакалавра з хімії в Каліфорнійському технологічному інституті. Також у 1932 році він брав участь у літніх Олімпійських іграх, зайнявши четверте місце в бігу на 1500 метрів.
Він отримав ступінь доктора біології в Каліфорнійському техніці в 1936 році за новаторські дослідження ауксину. Кілька членів біологічного факультету Каліфорнійського технологічного інституту в той час подружилися з Фолке на все життя, в тому числі Кеннет Тіман, Йоганнес ван Овербік і Фрітс Вент. Протягом наступних кількох років Фолке обіймав різні посади в Каліфорнійському університеті в Берклі, Гарварді та Джона Хопкінса; потім, протягом двох років під час війни, він служив хіміком і технічним представником при армії США в Європі.
Фолке прибув до Університету Вісконсіна восени 1947 року у віці 38 років, став новим доцентом кафедри ботаніки, ослабленої війною. Він швидко налагодив особисті стосунки з членами адміністрації та провідними діячами сільського господарства, а також надавав поради та встановлював численні співпраці, багато з яких значно виходили за межі його основних наукових інтересів. Наслідком всього цього було омолодження кафедри та надання їй лідерства в університетському містечку у фундаментальних дослідженнях у галузі рослинництва. У Вісконсіні Фолк і його учні використовували вирізані тканини тютюнової серцевини в пошуках невідомих факторів росту рослин. Незабаром вони виявили, що клітини не можуть ділитися і рости, якщо не залишити прикріпленої частини судинної тканини або не додати її екстракт. Це призвело до виявлення активності клітинного поділу в кількох природних продуктах і до виділення «кінетину» із старої ДНК сперми оселедця в 1954 році Карлосом Міллером, який на той час був постдоком у лабораторії Скуга.
Спільна робота між групою Скуга та Ф. М. Стронга. лабораторія на кафедрі біохімії Університету Вісконсіна привела до ідентифікації кінетину як N6-фурфуриладеніну та до синтезу N6-бензиладеніну та інших сполук спорідненої структури, що володіють подібною біологічною активністю; вони отримали загальну назву цитокініни.
Більше 20 років група Скуга також співпрацювала з Нельсоном Дж. Леонардом, хіміком з Університету Іллінойсу, у синтезі та тестуванні сотень можливих цитокінінів та антагоністів, а також у встановленні принципів, що регулюють їхні відносини між структурою та активністю.
Фолке Скуг також був піонером у дослідженні того, як контролювати формування коренів, стебел і листя з недиференційованих клітин у культурах рослинної тканини. Він встановив, що, маніпулюючи пропорціями цитокінінів та ауксинів у культуральних середовищах, утворення органів з недиференційованої калюсної тканини можна контролювати до чудової міри. Його концепція про те, що регуляторний контроль розвитку рослин здійснюється відносними рівнями гормонів та інших факторів, привела до модифікації низки фізіологічних концепцій і садівничих практик, а його демонстрація того, що цілі рослини можна створювати з культивованих клітин, допомогла закласти основу для виробництво трансгенних рослин та інші досягнення в галузі біотехнології.
У 1962 році він і Тошіо Мурасіге опублікували культуральне середовище визначеного складу для оптимального росту рослинних тканин; Середовище Мурашіге та Скуга залишається у широкому вжитку.
Фольке брав участь у численних національних групах та секціях, а також був активним у кількох наукових товариствах, зрештою став президентом п’яти з них. Він був обраний до Національної академії наук у 1956 році. У наступні роки його було обрано до складу Національної академії наук. У наступні роки було відзначено багато інших відзнак, включаючи членство в іноземних академіях і кілька почесних ступенів, що завершилося врученням Національної медалі науки на церемонії в Білому домі в 1991 рік.
Він був ініціатором і ініціатором створення Біотрона для вивчення рослин і тварин у контрольованому середовищі. Крім того, він був рушійною силою створення в середині 1960-х років надзвичайно успішної програми Biocore у Вісконсіні. Він переконливо стверджував, що біологічні спеціальності були б набагато краще освічені, якби вони спочатку отримали знання з фізики та хімії, а потім, спираючись на цю основу, вони читали курси біології в логічній послідовності.
Фольке був жвавим і збудливим товаришем, чиї репліки навіть у невимушеній розмові передавали глибину й ясність думки. Він також був відомий своїми швидкими репліками та їдливими коментарями. (Коли запитали його думку про спогади померлих членів Національної академії, він зауважив: «Їх має бути більше».) У нього та Біргіт були десятки друзів, розкиданих буквально по всьому світу, багато з яких були справді близькими друзями. Подружжя Скуги цінували своїх друзів і підтримували часті зв’язки листом і телефоном. Студенти Фольке відчували до нього глибоку прихильність, і велика частина писала, телефонувала або відвідувала його та Біргіт пізніше в житті.
Фолке був надзвичайно обережним і суворим у вивченні експериментальних даних, використовуючи дані власної лабораторії та чутливість до росту його культур тканин, щоб виявити важливі підказки для подальших досліджень.
Він скромно сказав в інтерв’ю в кінці життя, у нього був «досить довгий ніс, щоб винюхувати проблеми, і сліпа наполегливість у спробах довести справу до кінця». Завдяки його широко визнаному проникненню в біологічні явища, високим професійним стандартам, проникливим поглядам і лідерським якостям він протягом п’ятдесяти років справляв винятковий вплив на хід і якість досліджень у галузі рослинництва у всьому світі.

## Середовище Мурашіге-Скуга
Середовище Мурашиге і Скуга (MSO або MS0 (MS-нуль)) — це середовище для вирощування рослин, що використовується в лабораторіях для вирощування культури клітин рослин. MSO був винайдений вченими-рослинниками Тошіо Мурашіге та Фолке К. Скугом у 1962 році під час пошуку Мурашіге нового регулятора росту рослин. Число після літер MS використовується для позначення концентрації цукрози в середовищі. Наприклад, MS0 не містить сахарози, а MS20 містить 20 г/л сахарози. Поряд з його модифікаціями, це середовище, що найчастіше використовується в лабораторних експериментах з культивування тканин рослин. Це середовище, спочатку було розроблене для підтримки калюса тютюну, використовувалося для підтримки ініціації та зростання калюсу, зростання клітин у суспензійній культурі та регенерації пагонів та проростків з експлантатів. Останнім часом його стали використовувати для мікророзмноження декоративних, овочевих та фруктових рослин на науково-дослідних та комерційних підприємствах.

## Дослідження обміну та фізіології ауксину
Коли Скуг був нагороджений премією Стівена Пейлза Американського товариства фізіологів рослин у 1954 році, цитата на нагороду звучала так: «За видатний внесок у дослідження фізіології ауксинів, розвиток культур рослинних тканин і фізіологію прісноводних водоростей». Революційне відкриття кінетину в 1955 році було ще попереду, але він уже зробив великий внесок у дослідження регуляції росту та розвитку рослин. Будучи студентом і аспірантом, який працював з Тіманом у Каліфорнійському технічному університеті, він показав, що активність ауксину можна витягти з рослинних джерел, крім кінчиків колеоптил. Більше того, він виявив, що ауксин, нанесений на поверхні зрізів обезголовлених сіянців дводольних, може замінити ефект кінцевої бруньки на інгібування росту бічних бруньок і, таким чином, підтримувати верхівкове домінування. Цей результат надав докази того, що роль ауксину в зростанні рослин була більш загальною, ніж стимулювання подовження в колеоптилах злаків, і в кінцевому підсумку привів до визнання того, що ця речовина широко задіяна в регуляції росту і розвитку рослин. Подальше підтвердження ролі ауксину в апікальному домінуванні було отримано Скугом у серії експериментів із використанням рентгенівських променів як інструменту для зниження ендогенної концентрації ауксину у вибраних частинах інтактних рослин для подальшого вивчення впливу ауксину на бруньку. 
Зростаючи, Скуг зацікавився культивуванням вирізаних бруньок, і це звернуло його увагу на нову область культури рослинної тканини. Тим не менш, єдиним місцевим досвідом у культурі тканин був Борис Ефруссі, який працював над культурою клітин миші, і початкові підприємства Скуга в цій галузі були з клітинами тварин у лабораторії Ефруссі.
Ранні дослідження Скуга метаболізму ауксину продовжилися як постдокторант, спочатку в лабораторії Денніса Поугланда в Каліфорнійському університеті в Берклі, а потім у лабораторії Тімана в Парварді. Поугланд раніше продемонстрував, що початковим ефектам дефіциту цинку у рослин, вирощених у поживних розчинах, можна до певної міри протидіяти шляхом обробки ауксином індоліоцтовою кислотою. Скугу вдалося продемонструвати, що рівень ауксину в кінцевих пагонах томатів швидко знижувався і практично зникав у рослин, які демонстрували початкові ознаки дефіциту цинку, що призвело до повної сецесії росту. Проте вплив дефіциту цинку на ріст рослин не був пов’язаний виключно з впливом на синтез і руйнування ауксину. У Парварді Скуг працював з Тіманом над розробкою методів кількісного вилучення та оцінки рівнів вільного та зв'язаного ауксину в рослинних тканинах. У рамках цієї роботи він зміг продемонструвати, що культивовані тканини з пухлин рослин, які спонтанно виникають на певних гібридних рослинах тютюну (отриманих від схрещування Nicotiana Langsdorffii × N. glawca), виробляють високі рівні ауксину в культурі.
Генетична пухлинна система Nicotiana привернула додаткову увагу від Скуга після того, як він приєднався до факультету Університету Джона Попкінса в 1941 році. Філіп Уайт, один з піонерів ранніх досліджень культури рослинної тканини, зробив цікаве спостереження, що культивовані тканини походять із Пухлини Nicotiana іноді утворюють пагони, коли тканини вирощували в рідкій культурі. Скуг продемонстрував, що додавання ауксину до рідкого культурального середовища повністю пригнічує утворення пагонів. Крім того, він зміг укоренити деякі пагони, які розвинулися в культурі, забезпечивши найранішу демонстрацію регенерації повної рослини з тканини калюсу. Ця робота передвіщала його пізніші дослідження гормональної взаємодії в регуляції росту і морфогенезу рослин.
Метаболізм і фізіологія ауксину продовжуватимуть цікавити Скуга й у наступні роки. Навіть після відкриття кінетину кілька його аспірантів були спрямовані на проблеми дослідження ауксину. У другій половині 1950-х років Етель Мідерганг і Геодж Кейтт-молодший досліджували полярний транспорт ауксину і встановили, що трийодбензойна кислота була потужним інгібітором транспорту ауксину. У роботі, опублікованій у 1965 році, Т. Т. Лі провів детальне дослідження стимуляції та інгібування руйнування ауксину заміщеними фенольними сполуками, а взаємодії ауксинів і цитокінінів у тесті кривизни Rvena були досліджені Біллом Джорданом. Дослідження дисертації опубліковано в 1971 році. 